# Anton Morosani
Anton Morosani   (Davos, 20 de juny de 1907 - Davos, 8 de juny de 1993) va ser un jugador d'hoquei sobre gel suís que va competir durant les dècades de 1920 i 1930.
El 1928 va prendre part en els Jocs Olímpics de Sankt Moritz, on guanyà la medalla de bronze en la competició d'hoquei sobre gel.
Amb l'HC Davos, amb qui jugà entre 1925 i 1932, guanyà la lliga suïssa de 1926, 1927 i de 1929 a 1932. Entre 1932 i 1934 jugà al Zürich AEHC i entre 1934 i 1938 amb el Grasshopper Club Zürich. Guanyà l'or al Campionat d'Europa de 1926 i la medalla de bronze el 1932.